# Assassinat d'Ismaël Haniyeh
L'assassinat d'Ismaël Haniyeh a lieu le 31 juillet 2024, quand le chef politique du Hamas et ancien Premier ministre de Palestine est tué à Téhéran (Iran), où il s'était rendu pour assister à la cérémonie d'investiture du président Massoud Pezechkian. Un agent de sécurité iranien est également tué. La cause du décès d'Ismaël Haniyeh fait l'objet d'une enquête.
Cet assassinat ciblé est la plus importante exécution d'un dirigeant politique du Hamas par Israël depuis les attaques du 7 octobre 2023.

## Contexte

### Ismaël Haniyeh
Ismaël Haniyeh est considéré de fait comme le chef politique du Hamas. Il est un membre éminent du mouvement depuis sa création en 1987 et en devient le chef du bureau politique  en 2017. Il a été Premier Ministre de l'Autorité palestinienne à la suite de la victoire du Hamas lors des élections législatives palestiniennes de 2006,. Le département d'État des États-Unis le considère comme un terroriste mondial spécialement désigné en 2018. En avril 2024, trois de ses fils et quatre de ses petits-enfants sont tués dans une frappe aérienne israélienne à Gaza,,.

### Assassinats israéliens de responsables du Hamas
En réponse à l'attaque du 7 octobre menée par le Hamas en 2023, Israël déclare qu'il s'en prendra aux dirigeants du Hamas. L'un d'entre eux, Saleh al-Arouri, est tué lors de la frappe aérienne du 2 janvier 2024 à Beyrouth.
Le 30 juillet 2024, une frappe aérienne à Haret Hreik tue Fouad Chokr, haut responsable du Hezbollah, à Beyrouth.

## Assassinat

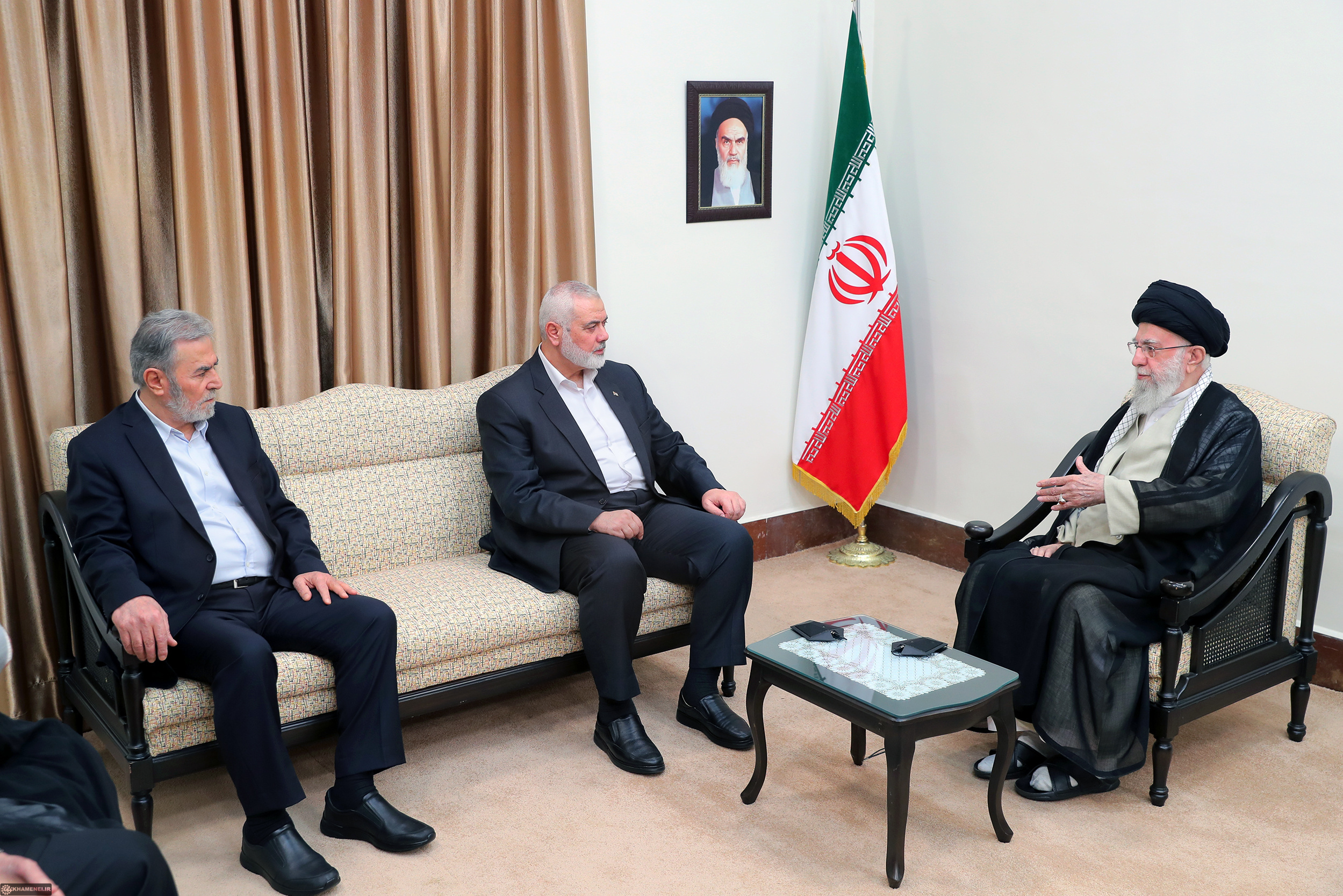
Ismaël Haniyeh (au centre) en compagnie du Guide suprême iranien Ali Khamenei, le 31 juillet 2024, très peu de temps avant sa mort.

Funérailles d'Ismaël Haniyeh à l'université de Téhéran, le 1 août 2024.

Le corps des gardiens de la révolution islamique iranienne est le premier à annoncer la mort d'Ismaël Haniyeh, dans un communiqué sur son site d'information Sepah. Le communiqué contient peu de détails sur les circonstances de l'événement et souligne que l'incident fait l'objet d'une enquête.
Le Hamas confirme peu après la mort d'Ismaël Haniyeh, qu'il attribue à un raid aérien israélien, survenu vers 2 h du matin (0 h 30 à Paris),. Ismaël Haniyeh se trouvait alors dans une résidence sécurisée réservée aux vétérans des gardiens de la révolution islamique après avoir assisté à l'investiture du président Massoud Pezechkian,.
Une enquête du New York Times , s'appuyant sur plusieurs sources non divulguées, notamment iranienne et américaine, affirme le lendemain que l'explosion qui a tué Ismaël Haniyeh pourrait provenir d'un dispositif dissimulé depuis plusieurs mois dans la résidence.
Les funérailles d'Ismaël Haniyeh ont lieu le 1er août 2024 à l'université de Téhéran. Le Guide suprême, Ali Khamenei, promet un « châtiment sévère » à Israël et décrète trois jours de deuil national.
Ismaïl Haniyeh est ensuite inhumé le 2 août au Qatar où il vivait en exil. Le Hamas appelle à cette occasion à une « journée de colère ».

## Réactions

### Palestine
Le Hamas annonce la mort d'Ismaël Haniyeh dans un communiqué : « [Notre] frère, le dirigeant, le moudjahid Ismaël Haniyeh, le chef du mouvement, est mort dans un raid sioniste contre son quartier général à Téhéran après sa participation à l'investiture du nouveau président » . Le président de l'Autorité palestinienne, Mahmoud Abbas, condamne dans un communiqué le « lâche assassinat » du chef politique du Hamas et Moussa Abou Marzouk, haut responsable du Hamas, déclare que l'assassinat de Haniyeh est « un acte lâche qui ne sera pas vain ».

### Israël
Tsahal déclare à CNN qu'elle « ne répond pas aux informations parues dans les médias étrangers ». Des Israéliens expriment leur inquiétude sur le sort des otages détenus dans la bande de Gaza.

### Iran
Le Guide suprême, Ali Khamenei, promet un « châtiment sévère » envers Israël, et décrète trois jours de deuil national.
Les funérailles d'Ismaël Haniyeh ont lieu le lendemain de son assassinat, 1er août 2024 à l'université de Téhéran.

### Turquie
Le président turc Recep Tayyip Erdoğan condamne dans un message écrit « l'assassinat perfide de son frère Ismaël Haniyeh », œuvre selon lui de la « barbarie sioniste ». Des milliers de Turcs manifestent également dans les rues d'Istanbul pour dénoncer l'assassinat d'Ismaël Haniyeh.

### États-Unis
Karine Jean-Pierre, porte-parole de la Maison-Blanche, reconnaît avoir pris connaissance des informations faisant état de la mort d'Ismaël Haniyeh, mais refuse de fournir des commentaires immédiats.

### Union européenne
Un porte-parole du chef de la diplomatie européenne Josep Borrell déclare « L'Union européenne a pour position de principe de rejeter les exécutions extrajudiciaires et de soutenir l'état de droit, y compris dans le cadre de la justice pénale internationale ».

### Nations unies
Stéphane Dujarric, ancien porte-parole du secrétaire général des Nations unies, indique à la presse que « le secrétaire général estime que les attaques […] dans le sud de Beyrouth et à Téhéran représentent une dangereuse escalade à un moment où tous les efforts devraient au contraire mener à un cessez-le-feu à Gaza, à la libération des otages israéliens, une augmentation massive de l'aide humanitaire pour les Palestiniens à Gaza et un retour au calme […] ». Une réunion d'urgence du Conseil de sécurité des Nations unies se tient à la demande de l'Iran, soutenu par l'Algérie, la Chine et la Russie.